# Ruth Elder
Ruth Elder (Anniston, 8 de septiembre de 1902 –  California, 9 de octubre de 1977) fue una piloto y actriz estadounidense, pionera de la aviación. Tenía el diploma de piloto privado P675 y era conocida como la " Miss América de la Aviación". Fue miembro fundador de las "Ninety-Nines" (Asociación de mujeres aviadoras).

## Trayectoria
En octubre de 1927 despegó de Nueva York en el Stinson Detroiter American Girl, con George Haldeman como piloto, en un intento de convertirse en la primera mujer en realizar un vuelo transatlántico. Problemas mecánicos hicieron que abandonaran el avión a 360 millas de las Azores, pero establecieron un nuevo récord  de resistencia de 2.623 millas de vuelo sobre el agua. También fue en su momento el vuelo más largo  realizado hasta entonces por una mujer. Rescatados por un barco, George y ella fueron recibidos con un desfile y muestras de popularidad. En su vuelta viajó desde Lisboa a Madrid, acompañada en el vuelo por el periodista español Manuel Chaves Nogales, redactor del periódico El Heraldo de Madrid, que publicó en diversas e impactantes crónicas la hazaña, la personalidad de la aviadora, el viaje de regreso, el recibimiento estelar en Getafe y las posteriores consecuencias diplomáticas del evento, lo que le hizo merecededor del Premio Mariano de Cavia de Periodismo en 1928.

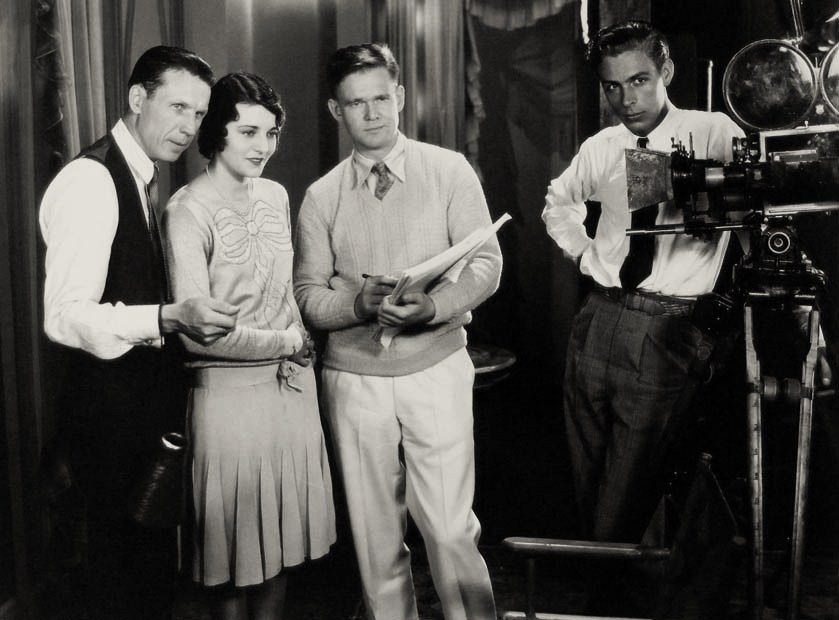
Ruth Elder en Moran of the Marines (1928)

Después de su vuelo, realizó una serie de compromisos comerciales dando conferencias y consiguió un contrato para una película. Protagonizó Moran of the Marines (1928) y The Winged Horseman (1929).
En 1929 participó en el primer Women's Air Derby, quedando en quinto lugar volando en su Swallow, NC8730.
Se casó seis veces. Se casó con Walter Camp, Jr., hijo del "padre" del fútbol americano, el 29 de agosto de 1929, pero solicitó el divorcio en Reno, Nevada, el 14 de noviembre de 1932. Su úlitma unión fue un nuevo matrimonio con Ralph P. King, con quien estuvo casada durante 21 años y quien la sobrevivió. Había sufrido enfisema durante varios años antes de morir. Tuvo un hijo, William Trent Gillespie (1940-2008), de su matrimonio con el pionero de los efectos cinematográficos A. Arnold Gillespie.
Aparece en la edición del 29 de mayo de 1952 de You Bet Your Life bajo el nombre de Ruth King, en la que comenta que está escribiendo su autobiografía. Posteriormente trabajó como secretaria ejecutiva en la industria de la aviación, contratada por Howard Hughes, quien inicialmente no la reconoció y había olvidado quién era ella.

## Legado
En 2013 se publicó un libro juvenil inspirado en ella titulado Flying Solo: How Ruth Elder Soared into America's Heart, escrito por Julie Cummins e ilustrado por Malene R. Laugesen. Se dice que el personaje principal de la serie de libros Flying Stories de Ruth Darrow está basado en Ruth Elder. En 2016, su historia fue contada en versión novelada en Crossing the Horizon de Laurie Notaro.